# میتلا والا
میتلا والا (به انگلیسی: Metlawala) یک روستا در پاکستان است که در پنجاب واقع شده‌است. میتلا والا ۱۳۷ متر بالاتر از سطح دریا واقع شده‌است.